# Hippolyte clarki
Hippolyte clarki is een garnalensoort uit de familie van de Hippolytidae. De wetenschappelijke naam van de soort is voor het eerst geldig gepubliceerd in 1951 door Chace.